# قائمة معالجات إيه إم دي
هذه قائمة بمعالجات إي إم دي الجدول التالي يبين أنواع جميع المعالجات المطروحة في كل جيل من أجيال معالجات إي إم دي وتاريخ إنتاجها.

## بعض التقنيات الموجودة في معالجات AMD
| الجيل                     | نوع المعالج |
| ------------------------- | --- |
| MMX                       | التكنولوجيا التي تهدف إلي تسريع تطبيقات الوسائط المتعددة |
| SSE                       | تتيح هذه التقنية أوامر تسمح بمعالجه عده عناصر من البيانات معاً مثل تطبيقات الثلاثية الإبعاد أو الرسومات. |
| SSE2                      | بنيت هذه التقنية على تقنية SSE السابقة التي كانت تحتوي على 70 أمر أو تعليمات لتحسين من أداء المعالج لتحتوي على 140 أمر جديد لتحسين من أداء المعالج.شركة AMD استخدمت هذه التقنية في معالجاتها Opteron و Athlon 64.                                                              |
| SSE3                      | هي الجيل الثالث من تقنية SSE ،ظهرت سنة 2004 مع معالجات Prescott وتحتوي على 13 أمر أو تعليمات جديدة بالإضافة إلى الأوامر الموجود في تقنية SSE2 وهي أيضا لتحسين من أداء التطبيقات الثلاثية الإبعاد وتحسين من عمل المعالج.                                                        |
| 3DNow!                    | هذه التقنية صممت من قبل شركة AMD سنة 1998 مع بداية ظهور معالجات K6-2 لتسريع من أداء التطبيقات ثلاثية الإبعاد في المعالج |
| Enhanced Virus protection | هذه التقنية كانت عبارة عن نقلة نوعية متميزة من شركة AMD في مجال حماية البيانات من الفيروسات الضارة والتروجان أو ملفات التجسس. |
| Hyper Transport           | ناقل داخلي مباشر في المعالج وسريع، ثنائي الاتجاه بين المعالج وبين الشرائح المدمجة في لوحة إلام أو أي جزء من أجزاء النظام أو بين المعالج نفسه في نظام المعالجات المتعددة كما في معالج Opteron لتجهيز سرعات عالية في نقل البيانات.                                               |
| Cool'n'Quiet              | هذه التقنية تعمل على خفض تردد الساعة للمعالج (سرعة المعالج) مع الفولتية تلقائيا عند استخدام الحاسوب للإغراض البسيطة كالتصفح على الانترنيت أو استخدمتم أحد البرامج الخفيفة الذي لايتطلب عمل المعالج بأقصى سرعته                                                                 |
| Power Now                 | ظهرت هذه التقنية مع بداية ظهور كل من معالجات المحمول K6-2+ و K6-III+ و Athlon ،وكانت تعمل على خفض سرعة المعالج وفولتيته تلقائيا عند عدم استخدام المعالج وبالتالي التوفير في معدل استهلاك البطارية أو الطاقة الكهربائية والتقليل من انبعاث الحرارة من المحمول.                  |
| Memory Controller         | قامت شركة AMD في معالجاتها الأخيرة بدمج شريحة متحكم الذاكرة Memory Controller في قلب المعالج، لغرض إرسال الأوامر مباشرة من المعالج إلى الذاكرة ومن المعالج إلى الجسر الشمالي بواسطة تقنية Hyper Transport بنفس الوقت وبالتالي اختصار في زمن إرسال واستقبال الأوامر اوالتعليمات |
| Direct Connect            | تقنية خاصة لمعالجات Athlon 64 Opteron يتألف من اتحاد المعالج بثلاثة عناصر مهمة، أي إن المعالج مربوط بشكل مباشر مع وحدة DRAM والمسئولة عن خزن كل بت من البيانات في مكثفات خاصة من خلال شريحة متحكم الذاكرة Memory Controller                                                    |

## أنواع معالجات AMD حسب الأجيال
| المعالج                | خصائص المعالج |
| ---------------------- | --- |
| معالج AMD AM2900       | عبارة عن مجموعة من الدوائر المتكاملة مبينة من نوع خاص من الترانزستورات BIPOLAR. أهم مشكلة واجهت هذه المعالجات هي احتياجها لعدد كبير من الدوائر المتكاملة. |
| معالجات AMD 29K        | تحتوي على تقنية MMU وهي تقنية تعامل مع الذاكرة المتوفرة التي يحتاجها المعالج. |
| معالجات x86            | تميزت هذه السلسة من المعالجات بتردد 5 ميغاهرتز وكانت إنتاج مشترك بين شركتي INTEL وAMD ثم ظهرت جيل آخر من نفس العائلة سنة 1991 وكانت أدنى سرعة لها هي 25 ميغاهرتز.كانت هذه المعالجات اقتصادية مع أداء متفوق وملائمة للعمل مع نظام ويندوز 3.1. |
| معالجات K5             | Socket 5، Socket 7 يعتبر هذا الجيل أول إنتاج صرف من شركة AMD، ترددات هذه المعالجات كانت ما بين 75 و 90 ميغاهرتز وتدعم ويندوز 95 |
| معالجات K6             | 7 هذه المعالجات ظهرت سنة 1997 واحتوت على الذاكرة المخبئة 64 كيلوبايت من المستوى الأول L1 ثم دعمت تقنية MMX. تميزت هذه المعالجات بسرعاتها العالية مقارنة مع الجيل السابق K5 |
| معالجات Duron          | Socket A ظهرت معالجات Duron في سنة 2000 ،وهو من الجيل السابع K7 من معالجات AMD الداعمة لمقبس Socket A، تميزت برخص ثمنها مقابل أداء جيد للاستخدامات المكتبية، ثم طورت بعد ذلك بزيادة سرعتها لتصل إلى سرعة 1300 ميغاهرتزمع ارتفاع ملحوظ في الفولتية.في سنة 2003 تم إصدار النوع الأخير من هذا المعالج حيث تم زيادة سرعة الناقل الأمامي من 100 إلى 133ميغاهرتز لتدعم سرعات عالية وصلت إلى 1800 ميغاهرتز مع انخفاض ملحوظ في الفولتية وارتفاع في مقدارالواطية قياسا إلى النوعين الأولين. تدعم هذه المعالجات التقنيات MMX، 3DNow, SSE.                                                                                                   |
| معالجات Athlon Classic | Slot A، Socket A وتسمى بمعالجات الاثلون التقليدية، وهي من الجيل السابع أيضا من معالجات AMD الداعمة لمقبس Slot A و Socket A، أنتجت سنة 1999 وتدعم هذه المعالجات التقنيات MMX و 3DNow!.تميزت هذه المعالجات بدعم سرعة ناقل إمامي تصل إلى 400 ميغاهرتز وذاكرة مخبئة عالية من المستوى الأولL1. هناك عدة أنواع منه مثل Argon و Pluto/Orion ،و الاختلاف بين هذه الأنواع من المعالجات هي في الفولتية والواطية بالإضافة إلى كل من الذاكرة المخبئة ومدى تحملها للحرارة.معالج Thunderbrid هو الجيل الثاني من معالجات الاثلون حيث تم فيه زيادة سرعة المعالج من 700 إلى 1000 ميغاهرتز ع خفض الذاكرة المخبئة L2 من 512كيلوبايت إلى 256كيلوبايت. |